# هدلی بیلی
هدلی بیلی (انگلیسی: Hedley Bailey؛ 25 June 1895 – ۱۹۶۸ (۷۲−۷۳ سال)) بازیکن فوتبال بود.